# Koubadjé (Madingring)
Koubadjé est un village de la Région du Nord au Cameroun. Il est situé dans la commune de Rey-Bouba dans le département du Mayo-Rey.

## Géographie
Koubadjé est localisé à 9°04‘33"N de latitude et 14°03‘33"E de longitude. Le village est à proximité des localités de Somessi (3.7 km), de Toura Lara (29 km), de Doukroum (20 km), de Bamai (15 km).
Le climat dans l'arrondissement de Madingring est un climat tropical soudano-guinée. Il est caractérisé par 6 mois de pluie, puis 3 mois de saison sèche et enfin 3 mois de climat de transition. La hauteur des précipitations est mesurée entre 1200 et 1500 mm/an.

## Population et Société
En 2005, la population recensée du village était de 380 habitants. La population était en 2005 constituée de 185 femmes et de 195 hommes.